# Fiorano al Serio
Fiorano al Serio (lombardul: Fiorà) település Olaszországban, Lombardia régióban, Bergamo megyében. Lakosainak száma 2945 fő (2023. január 1.). Fiorano al Serio Gazzaniga, Cene, Vertova és Casnigo községekkel határos.

## Népesség
A település lakossága az elmúlt években az alábbi módon változott:
| Lakosok száma | 3001 | 3016 | 2945 |
|               | 2017 | 2018 | 2023 |